# Il piccolo colonnello (film 1960)
Il piccolo colonnello (El pequeño coronel) è un film del 1960 diretto da Antonio del Amo.

## Trama
Un nobile spagnolo, il colonnello José de Alvear, parte in guerra per le Americhe, lasciando i suoi fedeli servitori a prendersi cura del suo unico figlio, Joselito, nella sua tenuta vicino a Siviglia.
Poco dopo arriva la notizia della sua morte, e si presenta in casa Don Martín, che afferma di essere il fratello del colonnello, mentre in realtà si tratta di un impostore che finge di essere stato nominato tutore di Joselito, nonché amministratore del patrimonio di famiglia al fine di impossessarsene.
Cercando di sbarazzarsi di Joselito, Don Martín lo affida a un gruppo di fuorilegge perché si liberino di lui, ma il ragazzo viene salvato da alcuni banditi delle montagne, ai quali insegna poi a cavalcare e a sparare. Nominato capitano dai suoi nuovi amici, Joselito riesce insieme a loro a smascherare Don Martín, che viene infine arrestato.